# Гърбино
Гърбино е село в Западна България. То се намира в община Кюстендил, област Кюстендил.

## География
Село Гърбино се намира в планински район, в западните склонове на планината Риша, североизточно от гр. Кюстендил, на около 300 метра над река Струма, от лявата страна на Земенския пролом.
Селото е съставено от махали: Дупничанска, Великовска, Кьосачка, Сирачка, Думишларска, Мускова, Азната, Златов дол, Кащища, Коритища, Лева Магура.
Климат: умерен, преходно-континентален.
През годините селото принадлежи към следните административно-териториални единици: Община Ръждавица (1878-1958), Община Драговищица (1958-1959), Община Ръждавица (1959-1978), Община Драговищица (1978-1987), Община Кюстендил (от 1987 г.). 

## Население
| Година    | 1880 | 1900 | 1920 | 1926 | 1934 | 1946 | 1956 | 1965 | 1975 | 1984 | 2009 |
| Население | 217  | 324  | 393  | 443  | 489  | 471  | 353  | 155  | 75   | 62   | 2    |

## История
Село Гърбино е старо средновековно селище. В турски регистър от 1576 г. е записано селище Гърбине.
През 1866 г. селото има 20 домакинства и 146 жители.
В края на XIX век селото има 7797 декара землище, от които 5884 дка гори, 1592 дка ниви, 134 дка естествени ливади и 187 дка лозя и се отглеждат 1092 кози, 784 овце, 134 говеда и 56 коня. Основен поминък на селяните са земеделието, животновъдството и дърводобив.
През 1923 г. е открито училище, през 1934 е създадено и читалище. Учредена е потребителна кооперация (1937) с кооперативна мандра.
През 1956 г. е учредено ТКЗС „Девети септември“, което от 1979 г. е в състава на АПК — с. Драговищица.
Селото е електрифицирано (1956) и водоснабдено (1948).

## Религии
Село Гърбино принадлежи в църковно-административно отношение към Софийска епархия, архиерейско наместничество Кюстендил. Населението изповядва източното православие.

## Културни и природни забележителности
- Останки от средновековни крепостни сгради – т.нар. „Кулите“ от XIV-XV век – на левия бряг на струма, на височината над тунела на жп линията Кюстендил – София.
- Чешма-паметник на загиналите през войните (1912-18).
- Пещера на Св. Иван Рилски – В местността „Светата вода“, на 5 км северно от селото, на около един час път, се намира голяма скала с пещера, в която според преданията е живял св. Иван Рилски. В пещерата има изворна вода. През август, в деня, посветен от православната църква на Рилския светец, до пещерата се правят поклоннически туристически походи.
- Скакавишки водопад – над десния бряг на река Струма срещу с. Гърбино.